# Петерсильге, Иоганн
Иоганн (Ян) Петерсильге (нем. Johann Petersilge, пол. Jan Petersilge; 19 сентября 1830, Дрезден — 22 февраля 1905, Лодзь) — основатель «Lodzer Zeitung — Gazeta Łódzka», первой газеты в Лодзи (Царство Польское). Печатник и владелец типографии, издатель, литограф.

## Биография
Родился в семье эмигрантов с Пиренейского полуострова. Предки Иоганна носили фамилию Сильге и торговали вином. Совершая деловые поездки, были связаны с представителями немецкой реформации и в страхе перед католической инквизицией бежали из Испании в Германию. На новой родине, в результате ошибки допущенной чиновником, который записывая их фамилию, соединил имя и фамилию главы семейства Педро (по-немецки — Петера), стали именоваться Петерсильге.
Отец Иоганна освоил профессию ювелира, в 1837 переехал с семьей в Варшаву и открыл собственную мастерскую. Иоганн (по-польски — Ян), не пошëл по стопам отца, в Варшаве выучился на печатника и в 1859 поселился в Лодзи. Здесь он совместно с Ю. Чачковским основал
литографическое предприятие. Вскоре после этого, он занялся самостоятельной деятельностью и значительно расширил предприятие, занявшись одновременно типографским делом.
2 декабря 1863 года в количестве 300 экземпляров вышел первый номер двуязычной польско-немецкой газеты «Łódzkie Ogłoszenia — Łodźer Anzeiger» («Лодзинские объявления»). В 1865 году газета изменила название на «Lodzer Zeitung-Gazeta Łódzka» (Лодзинская газета). В 1866 году газета стала издаваться исключительно на немецком языке. Издание быстро завоевало популярность у читателей, благодаря тому, что в нëм регулярно стали появляться не только рекламные объявления и сообщения об уголовных происшествиях, но и статьи на разнообразные темы, главным образом, перепечатки столичных газет и журналов.
6 января 1884 Петерсильге опубликовал первый номер польскоязычной газеты «Dziennik Łódzki» («Лодзинский дневник»).
Иоганн (Ян) Петерсильге, благодаря своему вкладу в развитие печати в Лодзи и публикации газет, а также тому, что многие видные издатели Лодзи прошли школу обучения на его предприятиях, был признан «отцом Лодзинской прессы».
Умер в 1905 году и похоронен на старом Евангелистско-Лютеранском кладбище Лодзи.